# Светско првенство у атлетици за млађе јуниоре
Светско првенство у атлетици за млађе јуниоре (У-18) је двогодишње такмичење у организацији ИААФ, што значи такмичење са светског јуниорског првака старости до 18 година у свакој од атлетских дисциплина. Могу да се такмиче само спортисти са 17 година и они од 16 година који на дан 31. децембра године у којој се такмичење одржава имају пуних 16 година.
Ово светском првенство не треба мешати са Светским првенствоу у атлетици за јуниоре, где се такмиче спортисти млађи од 20 (У-20) година и одржава се наизменично са њим.
Прво првенство је одржани 1999. у Бидгошћу. Такмичења су до данас одржана у 9 земаља на четири континената. X Светско првенство 2017. године одржаће се у Најробију од 12. до 16. јула.

## Систем такмичења
У свакој дисциплинни, могу да учествују само 2 спортиста из исте земље, али у пријавам могу се дати имена тројице, с тим да један од њих не може учествовати.
Сваки спортиста може учествовати само у две дисциплине, с тим да једна од њих не може да буде дужа од трке на 200 метара. За разлику од одраслих такмичења се одржавају на краћим релацијама, препреке имају мању висину и справа у бацачким дисциплинама су лакше.

## Преглед Светских првенстава за млађе јуниоре
| Светских првенстава за млађе јуниоре | Светских првенстава за млађе јуниоре | Светских првенстава за млађе јуниоре | Светских првенстава за млађе јуниоре | Светских првенстава за млађе јуниоре | Светских првенстава за млађе јуниоре | Светских првенстава за млађе јуниоре | Светских првенстава за млађе јуниоре | Светских првенстава за млађе јуниоре | Светских првенстава за млађе јуниоре | Светских првенстава за млађе јуниоре |
| Бр.                                  | СП                                   | Домаћин                              | Земља                                | Датум                                | Стадион                              | бр. дисциплина                       | бр. учес.                            | бр. земаља                           | Највише медаља                       | детаљи                               |
| ------------------------------------ | ------------------------------------ | ------------------------------------ | ------------------------------------ | ------------------------------------ | ------------------------------------ | ------------------------------------ | ------------------------------------ | ------------------------------------ | ------------------------------------ | ------------------------------------ |
| 1.                                   | 1999                                 | Бидгошћ                              | Пољска                               | 16—18. јул                           | Стадион Зђислав Кжишковјак           | 39                                   |                                      | 131                                  | Кенија                               | [ 1 ]                                |
| 2.                                   | 2001                                 | Дебрецин                             | Мађарска                             | 12—15. јул                           | Атлетски стадион Иштван Ђулаи        | 39                                   | 1.335                                | 166                                  | САД                                  | [ 2 ]                                |
| 3.                                   | 2003.                                | Шербрук                              | Канада                               | 9—13. јул                            | Универзитетски стадион у Шелбруку    | 39                                   | 1.126                                | 158                                  | САД                                  | [ 3 ]                                |
| 4.                                   | 2005.                                | Маракеш                              | Мароко                               | 13—17. јул                           | Стадион Сиди Јусуф-Бен Али           | 39                                   | 1.400                                | 179                                  | САД                                  | [ 4 ]                                |
| 5.                                   | 2007.                                | Острава                              | Чешка                                | 11—15. јул                           | Градски стадион                      | 39                                   | 1.228                                | 152                                  | САД                                  | [ 5 ]                                |
| 6.                                   | 2009.                                | Бресаноне                            | Италија                              | 8—12. јул                            | Рајфајзен арена                      | 40                                   | 1.500                                | 178                                  | Кенија                               | [ 6 ]                                |
| 7                                    | 2011.                                | Лил                                  | Француска                            | 6—10. јул                            | Стадион Лил Метропол                 | 40                                   | 1.385                                | 175                                  | САД                                  | [ 7 ]                                |
| 8                                    | 2013.                                | Доњецк                               | Украјина                             | 10—14. јул                           | Олимпијски стадион                   | 40                                   | 1 532                                | 165                                  | САД                                  | [ 8 ]                                |
| 9                                    | 2015.                                | Кали                                 | Колумбија                            | 15—19. јул                           | Олимпијски стадион Пасквал Гереро    | 39                                   | 1.237                                | 154                                  | Јамајка                              | [ 9 ]                                |
| 10                                   | 2017.                                | Најроби                              | Кенија                               | 12—16. јул                           | Nyayo National Stadium               | 40                                   |                                      |                                      | Јужна Африка                         | [ 10 ]                               |

## Рекори светских првенстава за млађе јуниоре

### Мушкарци
| Дисципина               | Рекорд (ветар) | Име                                                   | Земља            | Дазум           | Првенство       | Детаљи        |                          |
| ----------------------- | --- | ----------------------------------------------------- | ---------------- | --------------- | --------------- | ------------- | ------------------------ |
| 100 м                   | 10,28 (−0,4 м/с) | Абдул Хаким Сани Браун                                | Јапан            | 15, јул 2015.   | 2015. Кали      | [ 11 ]        |                          |
| 200 м                   | 20,34 (−0,7 м/с) | Абдул Хаким Сани Браун                                | Јапан            | 19. јул 2015.   | 2015. Кали      | [ 12 ]        |                          |
| 400 м                   | 45,24 | Кирани Џејмс                                          | Гренада          | 10. јул 2009.   | 2009. Бресаноне | [ 13 ]        |                          |
| 800 м                   | 1:44,08 | Леонард Кирва Косенча                                 | Кенија           | 9. јул 2011.    | 2011. Лил       | [ 14 ] [ 15 ] |                          |
| 1.500 м                 | 3:36,38 | Кумари Таки                                           | Кенија           | 17. јул 2015.   | 2015. Кали      | [ 16 ]        |                          |
| 3.000 м                 | 7:40,10 | Вилијам Малел Ситоник                                 | Кенија           | 10. јул 2011.   | 2011. Лил       | [ 17 ]        |                          |
| 110 м препоне (91,4 цм) | 13,04 (+0,1 м/с) | Дежур Расел                                           | Јамајка          | 14. јул 2017.   | 2017. Најроби   | [ 18 ]        |                          |
| 400 м препоне (84,0 цм) | 49,01 | Вилијам Вин                                           | Сједињене Државе | 15. јул 2007.   | 2007. Острава   | [ 19 ]        |                          |
| 3.000 м препреке        | 5:19,99 | Мереса Кахсај                                         | Етиопија         | 12. јул 2013.   | 2013. Доњецк    | [ 20 ]        |                          |
| Скок увис               | 2,27 м | Хуанг Хајћанг                                         | Кина             | 16. јул 2005.   | 2005. Маракеш   |               |                          |
| Скок мотком             | 5,30 м | Арманд Дуплантис                                      | Шведска          | 19. јул 2015.   | 2015. Кали      | [ 21 ]        |                          |
| Скок мотком             | 5,30 м | Владислав Малихин                                     | Украјина         | 19. јул 2015.   | 2015. Кали      | [ 21 ]        |                          |
| Скок удаљ               | 8,05 м (+0,5 м/с) | Мајкел Деметрио Масо                                  | Куба             | 16. јул 2015.   | 2015. Кали      | [ 22 ]        |                          |
| Троскок                 | 17,30 m (+1,6 м/с) | Јордан Диаз                                           | Куба             | 14. јул 2017.   | 2017. Најроби   | [ 23 ]        |                          |
| Бацање кугле (5 кг)     | 24,35 м | Џеко Гил                                              | Нови Зеланд      | 7. јул 2011.    | 2011. Лил       | [ 24 ]        | Q0Mstryd27I на веб-сајту |
| Бацање диска (1,5 кг)   | 70,67 м | Микита Нестеренко                                     | Украјина         | 13. јул 2007.   | 2007. Острава   | [ 25 ]        |                          |
| Бацање кладива (5 кг)   | 84,91 м | Хлиб Пискунов                                         | Украјина         | 17, јул 2015.   | 2015. Кали      | [ 26 ]        |                          |
| Бацање копља (700 гр)   | 83,16 м | Морне Мулман                                          | Јужна Африка     | 9. јул 2011.    | 2011. Лил       | [ 27 ]        |                          |
| Осмобој                 | 6.491 бод | Џејк Стајн                                            | Аустралија       | 6—–7. јул 2011. | 2011. Лил       | [ 28 ] [ 29 ] |                          |
| Осмобој                 | 11,52 (−0,5 м/с) (100 м), 7,22 м (+1,2 м/с) (скок удаљ), 17,22 м (бацање кугле), 51,32 (400 м) / 14,25 (−1.0 м/с) (110 м препоне), 1,98 м (скок увис), 59.65 m (бацање копља), 2:52,93 (1.000 м)                                                                 |                                                       |                  |                 |                 |               |                          |
| Десетобој               | 8.002 бода | Никлас Каул                                           | Немачка          | 15—16 јул 2015. | 2015. Кали      | [ 30 ]        |                          |
| Десетобој               | 11,59 (-0,2 м/с) (100 м), 6,76 м (+1,1 м/с) (скок удаљ), 16,08 м (бацање кугле/5 кг), 2,05 м (скок увис), 51,20 (400 м) / 15.44 (-0.7 м/с) (110 м препоне/91,4 цм), 44,09 м (диск/1,5 кг), 4.70 м (скок мотком), 78,20 м (бацање копља/700 г), 4:42,29 (1.500 м) |                                                       |                  |                 |                 |               |                          |
| 10.000 м walk (track)   | 40:51,31 | Павел Паршин                                          | Русија           | 9. јул 2011.    | 2011. Лил       | [ 31 ]        |                          |
| Мешовита штафета        | 1:49.23 | Васим Вилијамс Мајкл Охара Окин Вилијамс Мартин Мабли | Јамајка          | 14. јул 2013.   | 2013. Доњецк    | [ 32 ]        |                          |

### Жене
| Дисципина                               | Рекорд (ветар) | Име                                                           | Земља             | Дазум            | Првенство       | Детаљи                                   |
| --------------------------------------- | --- | ------------------------------------------------------------- | ----------------- | ---------------- | --------------- | ---------------------------------------- |
| 100 м                                   | 11,08 (0,0 м/с) | Каденс Хил                                                    | Сједињене Државе  | 16. јул 2015.    | 2015. Кали      | [ 33 ]                                   |
| 200 м                                   | 22,43 (−0,7 м/с) | Каденс Хил                                                    | Сједињене Државе} | 19. јул 2015.    | 2015. Кали      | [ 34 ]                                   |
| 400 м                                   | 51,19 | Навал Ел Џак                                                  | Судан             | 15. јул 2005.    | 2005. Маракеш   | Резултати финалне трке на 400 м СП 2005. |
| 800 м                                   | 2:01,13 | Анита Хинриксдотир                                            | Исланд            | 14. јул 2013.    | 2013. Доњецк    | [ 35 ]                                   |
| 1.500 м                                 | 4:09,48 | Фејт Кипјегон                                                 | Кенија            | 9. јул 2011.     | 2011. Лил       | [ 14 ] [ 36 ]                            |
| 3.000 м                                 | 8:53,94 | Мерси Чероно                                                  | Кенија            | 11. јул 2007.    | 2007. Острава   |                                          |
| 100 м препоне (76,2 цм)                 | 12,94 (0,0 м/с) | Јаник Томпсон                                                 | Јамајка           | 11. јул 2013.    | 2013. Доњецк    | [ 37 ]                                   |
| 400 м препоне                           | 55,94 | Сидни Маклохлин                                               | Сједињене Државе  | 18. јул 2015.    | 2015. Кали      | [ 38 ]                                   |
| 2.000 м препреке                        | 6:11,83 | Кораубш Ита                                                   | Етиопија          | 10. јул 2009.    | 2009. Бресаноне |                                          |
| Скок увис                               | 1,92 м | Ирина Коваленко                                               | Украјина          | 12. јул 2003.    | 2003. Шербрук   |                                          |
| Скок увис                               | 1,92 м | Јарослава Махучих                                             | Украјина          | 14. јул 2017.    | 2017. Најроби   | [ 39 ]                                   |
| Скок мотком                             | 4,35 м | Вики Парнов                                                   | Аустралија        | 14. јул 2007.    | 2007. Острава   |                                          |
| Скок удаљ                               | 6,47 м (+1,3 м/с) | Дарија Клишина                                                | Русија            | 15. јул 2007.    | 2007. Острава   |                                          |
| Троскок                                 | 13.86 м (−0,6 м/с) | Кристине Спатару                                              | Румунија          | 11. јул 2003.    | 2003. Шербрук   |                                          |
| Бацање кугле (3 кг)                     | 20,14 м | Емел Дерели                                                   | Турска            | 11, јул 2013.    | 2013. Доњецк    | [ 40 ]                                   |
| Бацање кугле (4 кг)                     | 16,87 м | Валери Адамс                                                  | Нови Зеланд       | 13. јул 2001.    | 2013. Доњецк    |                                          |
| Бацање диска                            | 56,34 м | Сје Јучен                                                     | Кина              | 10. јул 2013.    | 2013. Доњецк    | [ 41 ]                                   |
| Бацање кладива (3 кг)                   | 73,20 м | Река Ђурац                                                    | Мађарска          | 13. јул 2013.    | 2013. Доњецк    | [ 42 ]                                   |
| Бацање кладива (4 кг)                   | 64,61 м | Бјанка Перије                                                 | Румунија          | 14. јул 2007.    | 2007. Острава   |                                          |
| Бацање копља (500 гр)                   | 62,92 m | Марислеисис Дуарте                                            | Куба              | 16. јул 2017.    | 2017. Најроби   | [ 43 ]                                   |
| Бацање копља (600 гр)                   | 59,74 м | Христин Хусонг                                                | Немачка           | 7. јул 2011.     | 2011. Лил       | [ 44 ]                                   |
| Седмобој (са 4 кг кугла & 600 гр Копље) | 5875 | Татјана Чернова                                               | Русија            | 15—16. јул 2005. | 2005. Маракеш   | Коначан резултат седмобоја на СПЈ 3005.  |
| Седмобој (са 4 кг кугла & 600 гр Копље) | 13,62 (+1,4 м/с) (100 м препоне), 1,69 м (скок увис), 10,79 м (бацање кугле), 24,79 (+0,2 м/с) (200 м) / 6,13 (+0.5 м/с) (скок удаљ), 48,20 м (бацање копља), 2:21,91 (800 м)                   |                                                               |                   |                  |                 |                                          |
| Седмобој (са 3 кг кугла & 500 гр копље) | 6.037 | Гералдине Рикштул                                             | Швајцарска        | 17—18. јул 2015. | 2015. Кали      | [ 45 ]                                   |
| Седмобој (са 3 кг кугла & 500 гр копље) | 13,93 (+0,7 м/с) (100 м препоне/76,2 цм), 1,73 м (скок увис), 14,25 м (бацање кугле/3 кг), 25,83 (−0,5 м/с) (200 м) / 5,71 (0,0 м/с) (скок удаљ), 52,87 м (Бацање копља/500 г), 2:17,58 (800 м) |                                                               |                   |                  |                 |                                          |
| 5.000 м (                               | 20:28,05 | Татјана Калмукова                                             | Русија            | 12, јул 2007.    | 2007. Острава   |                                          |
| Спринт мешовита штафета                 | 2:03,42 | Кристијана Вилијамс Шерика Џексон Крисан Гордон Оливија Џејмс | Јамајка           | 10. јул 2011.    | 2011. Лил       | [ 17 ] [ 46 ]                            |